# جوش هيوبل
جوشوا كينيث هيوبل (/ˈhaɪpəl/ HYPE-əl؛ مواليد 22 مارس 1978) هو مدرب كرة قدم جامعية أمريكي ولاعب سابق وهو مدرب كرة القدم الرئيسي في جامعة تينيسي. كان في السابق مدربًا رئيسيًا في جامعة سنترال فلوريدا، حيث حقق رقمًا قياسيًا بلغ 28 فوزًا و8 هزائم.
لعب هيوبل كرة القدم الجامعية كلاعب خط وسط، وأبرز ما لعبه مع فريق أوكلاهوما سونرز. خلال مسيرته كلاعب في أوكلاهوما، تم الاعتراف به باعتباره لاعبًا أمريكيًا ‏ بالإجماع، وفاز بالعديد من الجوائز، وقاد أوكلاهوما إلى بطولة بي سي إس الوطنية لعام 2000. بعد عامين من محاولته دون جدوى للانضمام إلى قائمة لاعبي دوري كرة القدم الأميركي (بما في ذلك فترات قصيرة مع فريق ميامي دولفينز وفريق جرين باي باكرز)، أصبح هيوبل مدربًا. شغل منصب منسق الهجوم ‏ المشترك لأوكلاهوما حتى 6 يناير 2015، عندما تم الاستغناء عنه في إعادة هيكلة البرنامج. تم تعيينه مساعدًا للمدرب الرئيسي ومنسقًا هجوميًا ومدربًا للاعبي الوسط لفريق جامعة ولاية يوتا أجيز في 23 يناير 2015. بعد موسم واحد في جامعة ولاية يوتا، تم تعيينه في طاقم باري أودوم في ميسوري، حيث كان منسقًا هجوميًا قبل تعيينه في منصبه الأول كمدرب رئيسي في جامعة وسط فلوريدا. في ديسمبر 2017، تم تعيين هيوبل مدربًا رئيسيًا ليو سي إف. في 27 يناير 2021، تم تعيين هيوبل المدرب الرئيسي السابع والعشرون في تينيسي.

## النشأة
وُلِد هوبل ونشأ في أبردين، داكوتا الجنوبية. كانت والدته، سيندي، مديرة مدرسة ثانوية، وكان والده، كين، مدرب كرة قدم رئيسي في جامعة ولاية نورثرن ‏. عندما كان طفلاً، كان جوش يشاهد فيلمًا للعبة مع والده.
التحق جوش هيوبل بمدرسة سنترال الثانوية ‏ في أبردين، حيث لعب كرة القدم في المدرسة الثانوية لفريق سنترال جولدن إيجلز. في النصف الثاني من المباراة الأولى من موسمه الثاني في عام 1994، أصبح لاعب الوسط لفريق غولدن إيجلز في نسخة مصغرة من هجوم الجري والتسديد ‏. كطالب كبير، تم اختياره كأفضل لاعب في ولاية داكوتا الجنوبية. وقد تلقى استفسارات حول التجنيد من برامج كرة القدم الجامعية الكبرى في جامعات هيوستن ومينيسوتا وويسكونسن ووايومنغ، ولكن "بدا الأمر وكأنني كنت دائمًا الرجل الثاني أو الثالث في القائمة"، وفقًا لهيوبل.

## المسيرة الجامعية
بدأ هيوبل مسيرته الكروية الجامعية في جامعة ويبر ستيت في أوجدن، يوتا. حصل على القميص الأحمر في عام 1996 وشاهد العمل في أربع مباريات كطالب جديد في عام 1997، لكنه عانى من إصابة في الرباط الصليبي الأمامي أثناء التدريب الربيعي في عام 1998، مما دفعه إلى أسفل مخطط عمق الفريق. انتقل إلى كلية سنو ‏ في إفرايم، يوتا، حيث شارك وقت اللعب مع فريد سالانوا. مرر هوبل مسافة 2308 ياردة و28 هبوطًا، على الرغم من مشاركته وقت اللعب مع سالانوا. حصل لاحقًا على عرض منحة دراسية من جامعة ولاية يوتا، لكنه التزم بجامعة أوكلاهوما بعد اجتماعه مع بوب ستوبس ‏، المدرب الرئيسي الجديد لفريق أوكلاهوما سونرز.
كان هوبل هو الوصيف لجائزة هايزمان ‏ في عام 2000. تم اختياره كأفضل لاعب هجومي في بيغ 12 لهذا العام. كان لاعبًا أمريكيًا بالكامل ‏، ولاعب العام في وكالة أسوشيتد برس، وحائزًا على جائزة والتر كامب ‏. قاد هيوبل فريق سونرز إلى موسم بلا هزيمة والفوز بالبطولة الوطنية ‏ بفوزه 13–2 على فريق ولاية فلوريدا ‏ في بطولة أورانج بول عام 2001 ‏.

## المسيرة الاحترافية
تم اختيار هيوبل في الجولة السادسة مع الاختيار رقم 177 في مسودة اتحاد كرة القدم الأميركي لعام 2001 ‏ من قبل فريق ميامي دولفينز. أُصيب بالتهاب في وتر الكتف في ذراعه التي يستخدمها في الرمي، وتم وضعه في التشكيلة الأساسية الرابعة طوال فترة ما قبل الموسم وفشل في الانضمام للفريق.
تم التعاقد معه لاحقًا من قبل فريق غرين باي باكرز في أوائل موسم 2002، ولكن تم الاستغناء عنه قبل شهر من بدء معسكر التدريب.

## مسيرة التدريب

### مساعد مدرب
قضى هيوبل موسم 2004 كمساعد خريج في أوكلاهوما تحت قيادة المدرب بوب ستوبس ‏. في عام 2005، تم تعيين هيوبل كمدرب للاعبي خط الوسط في جامعة أريزونا من قبل المدرب الرئيسي المعين حديثًا مايك ستوبس ‏، شقيق بوب ومدرب مساعد في أوكلاهوما أثناء أيام لعب هيوبل.
أصبح هيوبل مدرب الوسط لفريق أوكلاهوما في عام 2006. وبصفته هذا، قام بتدريب لاعب الوسط في فريق سونر سام برادفورد، الذي فاز بجائزة هايزمان في عام 2008. في 13 ديسمبر 2010، عين بوب ستوبس هيوبل وجاي نورفيل كمنسقين هجوميين مشتركين في أوكلاهوما، ليحلوا محل كيفن ويلسون، الذي قبل وظيفة المدرب الرئيسي في إنديانا. قال ستوبس إن هيوبل سيكون مسؤولاً عن استدعاء المسرحيات الهجومية أثناء المباريات. لم يتم تجديد عقد هيوبل في يناير 2015 بعد موسم 8–5 الذي توج بخسارة 40–6 أمام كليمسون في كأس راسل أتلتيك 2014 ‏.
بعد عمله في أوكلاهوما، عمل هيوبل كمساعد مدرب رئيسي ومنسق هجومي ومدرب وسط لمدة موسم واحد لفريق يوتا ستيت أجيز ومنسق هجومي ومدرب وسط لمدة موسمين لفريق ميسوري تايجرز.

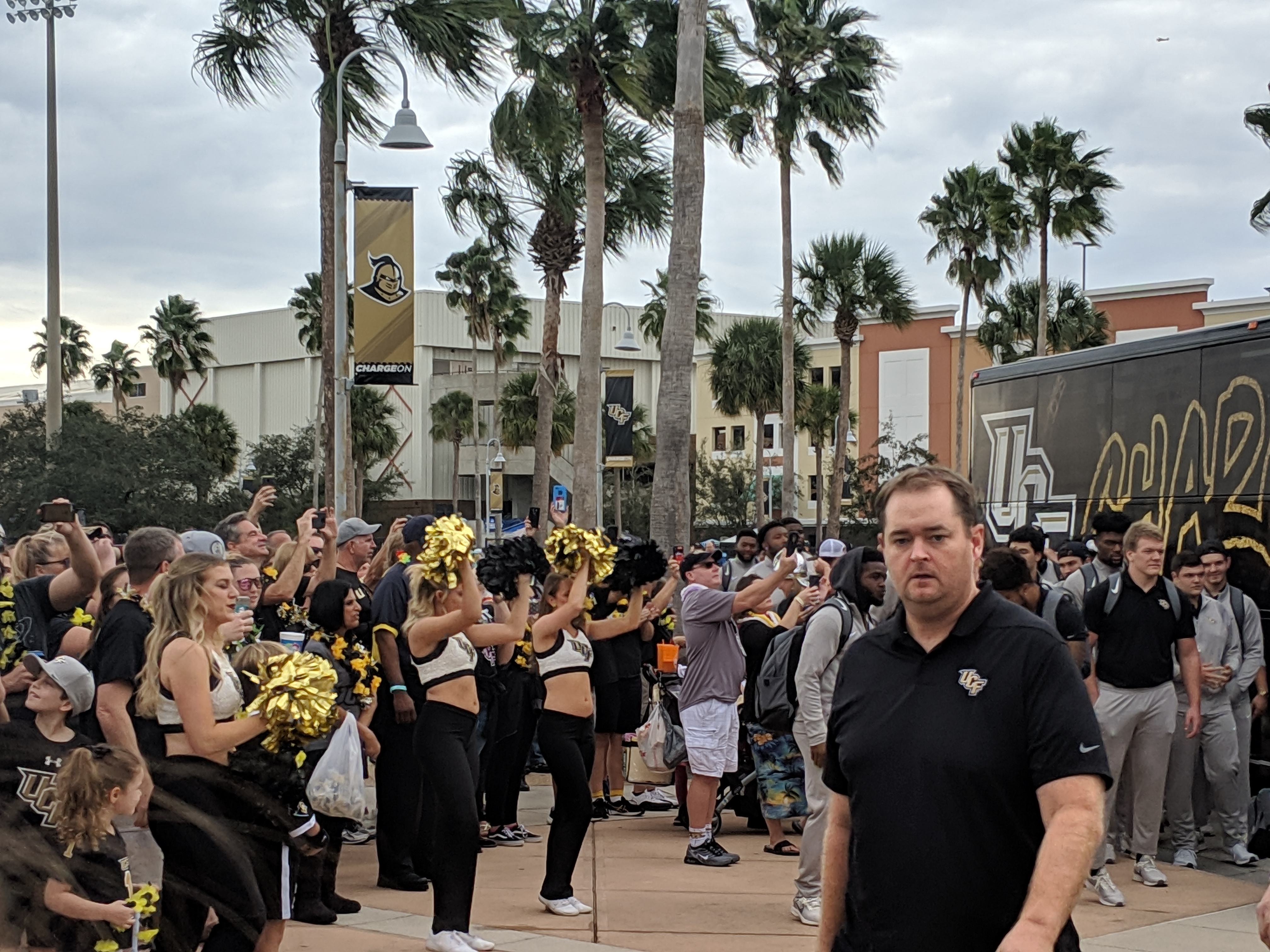
هوبل قبل مباراة بطولة AAC لعام 2018

### يو سي إف
تم تعيين هيوبل مدربًا رئيسيًا لفريق فرسان يو سي إف في 5 ديسمبر 2017، ليحل محل سكوت فروست المغادر. في موسم 2018، قاد هيوبل فريق يو سي إف إلى رقم قياسي 12–1 والفوز ببطولة مؤتمر كرة القدم الأمريكية الرياضية ‏. ظهر الفرسان في فييستا بول ‏، حيث خسروا أمام إل إس يو ‏ بنتيجة 40–32.
في موسم 2019، ساعد هيوبل في قيادة الفرسان إلى علامة 10–3 والتي بلغت ذروتها بفوز 48–25 على مارشال في غاسباريلا بول ‏. في موسم 2020، أنهى الفرسان الموسم بسجل 6–4 في الموسم المختصر بسبب جائحة كوفيد–19 ‏. ظهر الفرسان في بطولة بوكا راتون بول ‏ وخسروا بنتيجة 49–23 أمام جامعة بريغام يونغ.

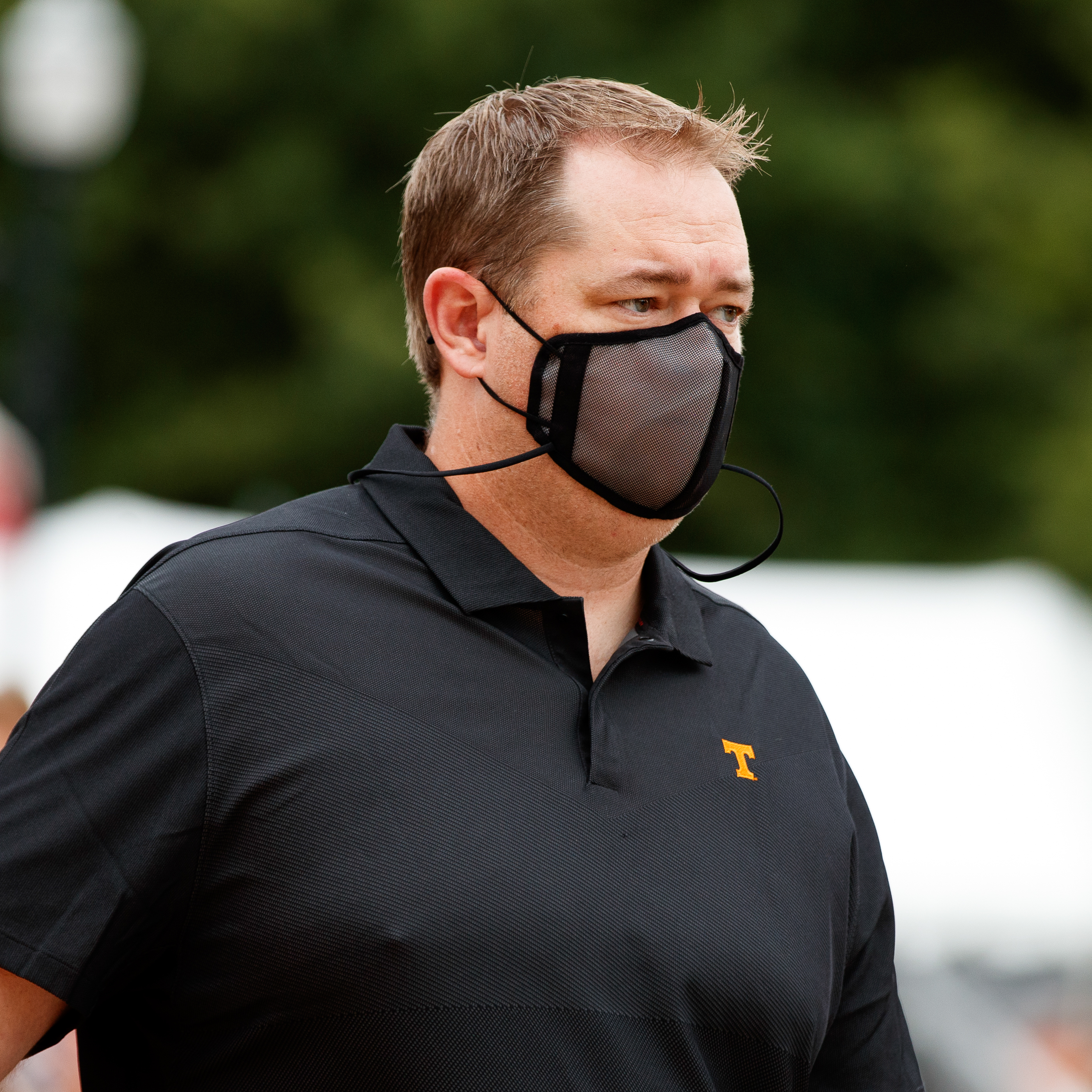
هوبل مع تينيسي في عام 2021

### تينيسي

#### موسم 2021
تم تعيين هيوبل كمدرب رئيسي رقم 27 في تينيسي في 27 يناير 2021. في موسمه الأول مع تينيسي، قاد هيوبل المتطوعين إلى الظهور في Music City Bowl وتحقيق رقم قياسي نهائي بلغ 7–6 (4–4 في المؤتمر). فاز هيوبل بجائزة ستيف سبيرير لأفضل مدرب في عامه الأول للمرة الثانية، وتقاسم جائزة عام 2021 مع شين بيمر.

#### موسم 2022
في عامه الثاني في تينيسي، قاد هيوبل فريق فولز إلى بداية 8–0، وهي أفضل بداية لهم منذ عام 1998، حيث هزموا بيت لأول مرة على الإطلاق (0–3 أمام فريق بانثرز سابقًا)، وكسر سلسلة هزائم من خمس مباريات أمام منافسهم فلوريدا، وسلسلة هزائم من خمس مباريات أمام منافسهم في المؤتمر إل إس يو ‏، وسلسلة هزائم من 15 مباراة أمام منافسهم ألاباما، مما أعاد فولز إلى المركزين الأولين في استطلاع AP. في 1 نوفمبر 2022، قاد هيوبل فريق فولز إلى تصنيفهم الأول لأول مرة منذ عام 1998، في الإصدار الأول لتصنيفات تصفيات الكلية لكرة القدم. اختتم هيوبل موسمه 11–2 بفوز 31–14 على فريق كليمسون تايجرز ‏ في أورانج بول ‏. كان عدد انتصارات تينيسي البالغ 11 انتصارًا هو الأكبر بالنسبة للبرنامج منذ عام 2001 وتعادل في المرتبة الثانية في تاريخ المدرسة. فاز بجائزة مدرب العام في مؤتمر الجنوب الشرقي لموسم 2022.
في 24 يناير 2023، أفادت شبكة إي إس بي إن أن ولاية تينيسي توصلت إلى اتفاق لتمديد عقد هيوبل ليبقى في نوكسفيل حتى عام 2029، براتب سنوي قدره 9 ملايين دولار.

#### موسم 2023
في عامه الثالث في تينيسي، قاد هيوبل فريق فولز إلى موسم 8–4، مع سجل 4–4 في مؤتمر الجنوب الشرقي ‏. هزمت تينيسي فريق آيوا هوكيز ‏ بنتيجة 35–0 في سيتروس بول ‏ لتختتم موسم 2023. احتلت تينيسي المرتبة 21 في التصنيف النهائي لتصفيات كرة القدم الجامعية ‏.

#### موسم 2024
بدأ هيوبل موسمه الرابع في تينيسي بفوز 69–3 على تشاتانوغا. في بطولة ديوك مايو الكلاسيكية، هزمت تينيسي ولاية كارولينا الشمالية بنتيجة 51–10. في المباراة الثالثة لفريق فولز، حقق الفريق رقمًا قياسيًا حديثًا للمدرسة في النقاط في مباراة واحدة بفوزه 71–0 على فريق كنت ستيت. في عودته إلى أوكلاهوما، ساعد هيوبل في قيادة فولز إلى فوز 25–15 على سونرز لبدء المباراة بنتيجة 4–0. تعرض فريق فولز لأول نكسة له في المباراة الخامسة ضد أركنساس بخسارته 19–14. تعافى فريق فولز بفوزه بنتيجة 23–17 في الوقت الإضافي على فريق فلوريدا في المباراة التالية. هزمت تينيسي ألاباما بنتيجة 24–17 في المباراة التالية. هزمت تينيسي كنتاكي بنتيجة 28–18 وميسيسيبي ستيت بنتيجة 33–14 لتحدد موعدًا لمباراة خارج أرضها ضد جورجيا مع احتمالية خوض مباراة لقب المؤتمر والتأهل إلى التصفيات النهائية. في المباراة، خسرت تينيسي أمام جورجيا بنتيجة 31–17 على الطريق. أنهى فريق تينيسي الموسم العادي بفوزه على فريق يوتيب بنتيجة 56–0 وفوزه على فريق فاندربيلت بنتيجة 36–23 لينهي الموسم بنتيجة 10–2، مما ضمن أول ظهور لفريق فولز في تصفيات الكلية لكرة القدم ‏، وخسر بنتيجة 17–42 أمام فريق ولاية أوهايو ‏ في الجولة الأولى.

## الحياة الشخصية
لدى هوبل وزوجته داون ابن وابنة. أخت جوش متزوجة من النائب الأمريكي السابق دان بورين.

## الملاحظات
1. 1 2  عضو في فريق خارج الموسم و/أو التدريب فقط.

## وصلات خارجية
- جوش هيوبل على موقع إي إس بي إن.كوم (أن.أف.أل)3
- Coaching statistics على سبورتس رفرنس
- سيرة حياة متطوعي تينيسي